# Сафьян (село)
Сафьян (азерб. Səfiyan) — село в Лачынском районе Азербайджана.

## Топонимика
Сафьян в некоторых тюркских языках означает саранча. Некоторые исследователи связывают название села с родом Сафи, образовавшейся от имени человека Сафи.

## География
Расположено на правом берегу реки Акера, к юго-востоку от районного центра города Лачин.

## История
По данным издания «Административное деление АССР», подготовленного в 1933 году Управлением народно-хозяйственного учёта Азербайджанской ССР (АзНХУ), по состоянию на 1 января 1933 года в селе Сафиян, входившем в Джафарабадский сельсовет Лачинского района Азербайджанской ССР, насчитывалось 186 жителей (92 мужчины и 94 женщины). Национальный состав всего сельсовета (сёла Джафарабад, Дегирм.-дераси, Фараджан, Махсудлу, Кушчулар, Суарасы, Тюрклар и другие) на 100 % состоял из тюрков (азербайджанцев).
В ходе Карабахской войны в 1992 году село перешло под контроль непризнанной Нагорно-Карабахской Республики и согласно её административно-территориальному делению, располагалось в Кашатагском районе НКР.
9 ноября 2020 года президент Азербайджана Ильхам Алиев объявил о взятии азербайджанской армией под контроль села.

## Экономика
Основной отраслью хозяйства было животноводство.